# Nationaal park Prokletije

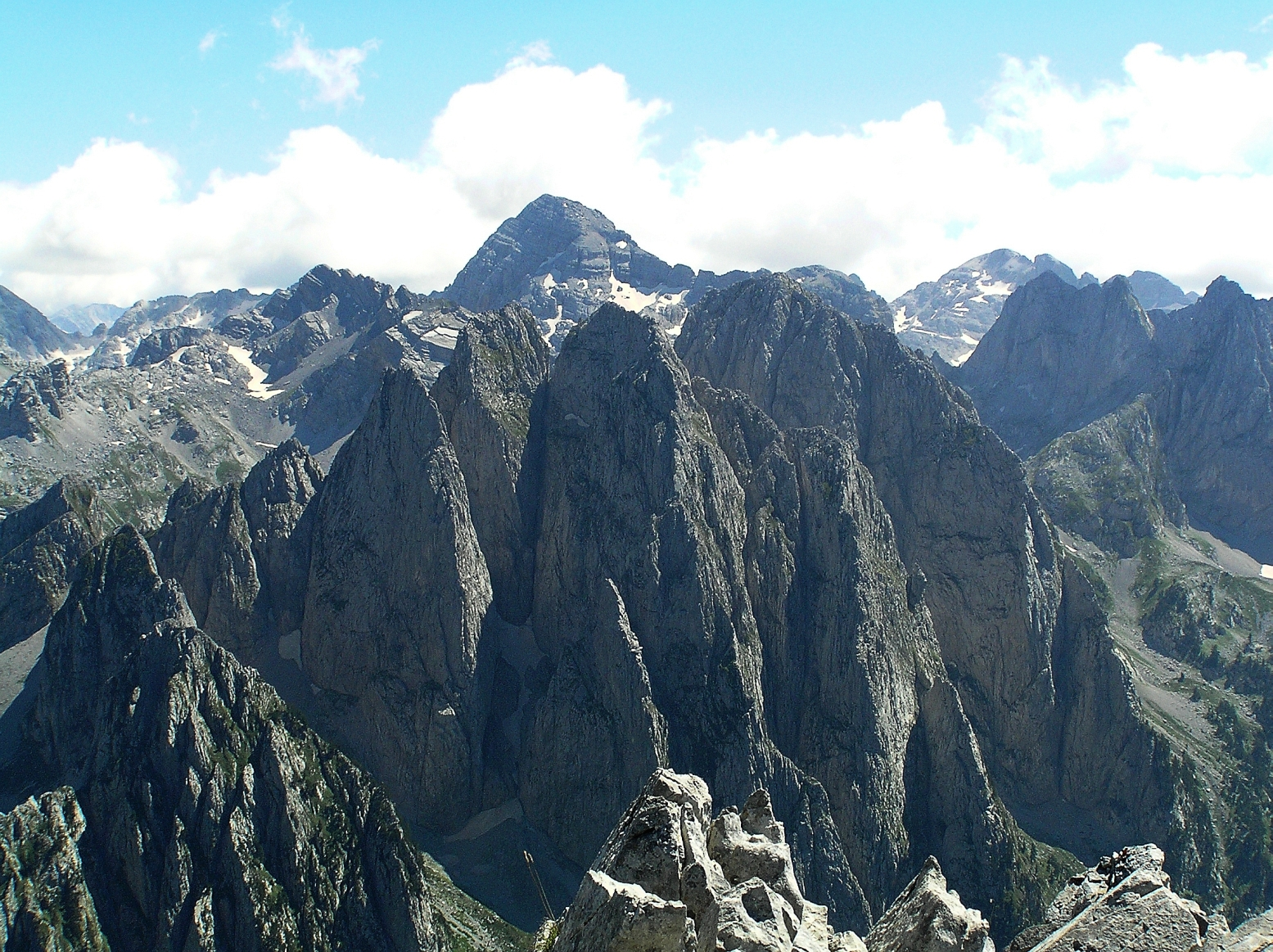
Jezerski Vrh

Het nationaal Park Prokletije (Montenegrijns: Nacionalni Park Prokletije) is een Montenegrijns nationaal park dat in 2009 werd opgericht. Het  16.630 ha grote park beschermt de bergen, bossen en meren van het Prokletije-gebergte aan de grens met Kosovo en Albanië (het ruime gebied staat dan ook bekend als de Albanese Alpen). Het park sluit aan op het nationaal park Bjeshkët e Nemuna (Kosovo), het  Nationaal park Alpet e Shqipërisë  (Albanië). Het langeafstandswandelpad Peaks of the Balkans Trail loopt door het gebied.

## Fauna en flora
In Prokletije komen grote zoogdieren zoals wolf, bruine beer, wilde kat, ree, gems, edelhert, everzwijn en otter nog voor. Ook roofvogels zoals slangenarend, slechtvalk, steenpatrijs, wespendief, steenarend,... 140 soorten vlinders maken de Prokletije een van de vlinderrijkste gebieden van Europa. Bij de reptielen en amfibieën vinden we oostelijke smaragdhagedis, adder, zandadder. Er leeft ook één endemische hagedissensoort, de Prokletije-rotshagedis (Dinarolacerta montenegrina).